# Graba strică treaba
Graba strică treaba este un film românesc din 1997 regizat de Isabela Petrașincu.